# Informação completa
Informação completa é um termo utilizado em economia e na teoria de jogos para descrever uma situação econômica, ou um jogo no qual o conhecimento sobre outros participantes do mercado ou dos jogadores (por exemplo, estratégias, etc) está disponível para todos os participantes. Todos os jogadores conhecem as estratégias disponíveis para outros jogadores.
Na economia, informação completa é uma das pré-condições teoréticas de um mercado perfeitamente competitivo. Porém, a economia, são mais similares a jogos de informação incompleta, no qual as consequências de ações de cada pessoa ou empresa não podem ser preditos com perfeição, visto que tais não possuem o conhecimento total das estratégias tomadas ou a ser tomadas pelos seus concorrentes.